# Hampton Downs Motorsport Park
Der Hampton Downs Motorsport Park ist eine permanente Motorsport-Rennstrecke in Nord-Waikato auf der nördlichen Insel Neuseelands. Der 2009 eröffnete Kurs ist mittlerweile eine der meistgenutzten Rennstrecken des Landes. 

## Geschichte
Der Bau der Strecke wurde 2004 von den beiden neuseeländischen Motorsportlern Tony Roberts und Chris Watson initiiert, die mit den Einschränkungen des Pukekohe Park Raceways unzufrieden waren. Die Strecke wurde von der Firma Apex Circuit Design entworfen und im Oktober 2009 mit einer Länge von 2,7 km eröffnet, wobei sie damals lediglich den heutigen National Circuit umfasste. 
2015 wurde der Kurs an Tony Quinn verkauft, der die bereits geplante Streckenerweiterung realisierte.

## Streckenbeschreibung
Der Kurs besitzt eine FIA-Homologation gemäß (Grad 3).

## Veranstaltungen
- Formula Regional Oceania Championship
- Neuseeländische Tourenwagen-Meisterschaft
- Neuseeländische Superbike-Meisterschaft